# 1984年ロサンゼルスオリンピックのイギリス選手団
1984年ロサンゼルスオリンピックのイギリス選手団（1984ねんロサンゼルスオリンピックのイギリスせんしゅだん）は、1984年7月28日から8月12日にかけてアメリカ合衆国のロサンゼルスで開催された1984年ロサンゼルスオリンピックのイギリス選手団、およびその競技結果。

## 概要
今大会は金メダル5個、銀メダル11個、銅メダル21個の合計37個のメダルを獲得した。

## メダル
| メダル | 選手名                                                                        | 競技 | 種目                   |
| ------ | ----------------------------------------------------------------------------- | ---- | ---------------------- |
| 金     | セバスチャン・コー                                                            | 陸上 | 男子1500m              |
| 金     | デイリー・トンプソン                                                          | 陸上 | 男子十種競技           |
| 金     | テッサ・サンダーソン                                                          | 陸上 | 女子やり投             |
| 銀     | セバスチャン・コー                                                            | 陸上 | 男子800m               |
| 銀     | スティーブ・クラム                                                            | 陸上 | 男子1500m              |
| 銀     | マイク・マクロード                                                            | 陸上 | 男子10000m             |
| 銀     | クリス・アカブシ ゲーリ－・クック トッド・ベネット フィリップ・ブラウン       | 陸上 | 男子4×400mリレー       |
| 銀     | デーブ・オトリー                                                              | 陸上 | 男子やり投             |
| 銀     | ウェンディ・スライ                                                            | 陸上 | 女子3000m              |
| 銀     | シャーリー・ストロング                                                        | 陸上 | 女子100mハードル       |
| 銀     | サラ・ハードキャッスル                                                        | 競泳 | 女子400m自由形         |
| 銀     | ニール・アダムス                                                              | 柔道 | 男子78kg以下級         |
| 銅     | チャーリー・スペディング                                                      | 陸上 | 男子マラソン           |
| 銅     | キース・コナー                                                                | 陸上 | 男子三段跳             |
| 銅     | キャシー・クック                                                              | 陸上 | 女子400m               |
| 銅     | シモーネ・ジェイコブズ キャシー・クック ビバリー・カランダー ヘザー・オークス | 陸上 | 女子4×100mリレー       |
| 銅     | スー・ハーンショー                                                            | 陸上 | 女子走幅跳             |
| 銅     | ファティマ・ウィットブレッド                                                  | 陸上 | 女子やり投             |
| 銅     | ニール・コクラン                                                              | 競泳 | 男子200m個人メドレー   |
| 銅     | ニール・コクラン ポール・イースター ポール・ハウ アンドリュー・アストバリー   | 競泳 | 男子4×200m自由形リレー |
| 銅     | ジューン・クロフト                                                            | 競泳 | 女子400m自由形         |
| 銅     | サラ・ハードキャッスル                                                        | 競泳 | 女子800m自由形         |
| 銅     | エドワード・リディ                                                            | 柔道 | 男子60kg以下級         |
| 銅     | ケリス・ブラウン                                                              | 柔道 | 男子71kg以下級         |